# هیناوارو
هیناوارو (به لاتین: Hinnavaru) یک منطقهٔ مسکونی در مالدیو است. هیناوارو ۴٬۸۰۸ نفر جمعیت دارد.